# Erik Ersberg
Erik Ersberg (* 8. März 1982 in Sala) ist ein ehemaliger schwedischer Eishockeytorwart und jetziger Torwarttrainer, der im Verlauf seiner Karriere unter anderem 54 Spiele für die Los Angeles Kings in der National Hockey League (NHL) bestritt. Darüber hinaus war er zwischen 1999 und 2016 in verschiedenen europäischen Ligen aktiv, so etwa für die Iserlohn Roosters in der Deutschen Eishockey Liga (DEL).

## Karriere
Erik Ersberg begann seine Karriere in den Nachwuchsmannschaften von Västerås IK, ehe er in der Saison 2000/01 sein Debüt bei den Senioren in der viertklassigen Division 2 gab und direkt Stammtorhüter wurde. Mit einem Durchschnitt von nur 1,48 Gegentoren pro Spiel war er gleich maßgeblich am Aufstieg seines Teams in die Division 1 beteiligt und in der darauffolgenden Spielzeit gelang ihnen der nächste Aufstieg in die zweitklassige Allsvenskan.
Ersberg etablierte sich in den folgenden Jahren unter den Torhüter der Allsvenskan und nahm 2003/04 mit Västerås an der SuperAllsvenskan, der Aufstiegsrunde in die Elitserien, teil, jedoch scheiterten sie, als sie nur den siebten Platz des acht Mannschaften umfassenden Qualifikationsturniers belegten. Nach einer weiteren Saison in der Allsvenskan wurde Ersberg von HV71 Jönköping aus der erstklassigen Elitserien verpflichtet, wo er als Ersatztorhüter von Stefan Liv zehn Mal zum Einsatz kam und mit guten Leistungen überzeugen konnte. Als Liv im Sommer 2006 nach Nordamerika gewechselt war, übernahm Ersberg den Posten als Stammtorhüter, belegte am Ende der Hauptrunde der Saison 2006/07 mit Jönköping den zweiten Platz und wurde mit der Honkens trofé als bester Torhüter der Elitserien ausgezeichnet.

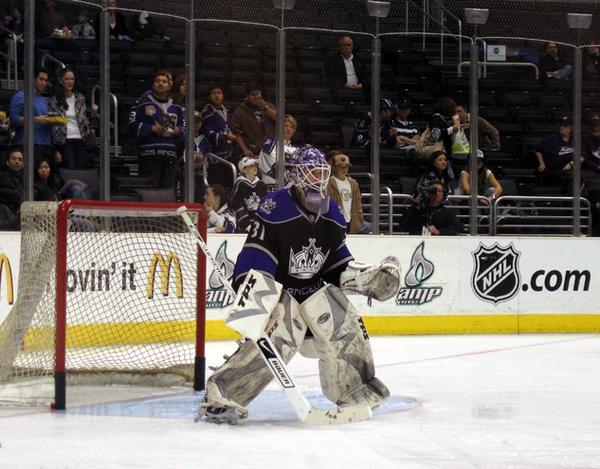
Erik Ersberg beim Warm-up vor seinem NHL-Debüt für die Los Angeles Kings.

Durch seine guten Leistungen wurden die Los Angeles Kings aus der nordamerikanischen National Hockey League auf ihn aufmerksam, die ihm schließlich am 31. Mai 2007 einen Einjahresvertrag gaben. Die Saison 2007/08 begann Ersberg bei den Manchester Monarchs, dem Farmteam der Kings aus der American Hockey League, wo er sich als Stammtorhüter durchsetzte. Trotz einer eher schwachen Saison und nur zehn Siegen aus 30 Spielen wurde Ersberg im Februar 2008 in den NHL-Kader von Los Angeles berufen, nachdem sich Jason LaBarbera verletzt hatte. Zwar verlor Ersberg die ersten drei Spiele, konnte aber daraufhin in einem 2:0-Sieg über die Ottawa Senators alle 40 Schüsse des Gegners abwehren und auch mit weiteren überzeugenden Leistungen in den folgenden Spielen sicherte er sich den Stammplatz im Tor der Kings.
Vor der Saison 2010/11 wurde Ersberg erneut zu den Manchester Monarchs geschickt, für die er bis Ende Oktober spielte, bevor er von Salawat Julajew Ufa aus der Kontinentalen Hockey-Liga verpflichtet wurde. Mit Salawat gewann er 2011 den Gagarin-Pokal. In der Saison 2012/13 spielte er für den KHL-Neuling HK Donbass Donezk.
Am 10. Oktober 2013 gaben die Iserlohn Roosters seine Verpflichtung als Nachfolger von Sébastien Caron bekannt. Zur Saison 2014/15 kehrte Ersberg zum HV71 Jönköping zurück und unterschrieb einen Zweijahresvertrag. Im Juli 2016 beendete Ersberg seine aktive Karriere und schloss sich daraufhin den Vienna Capitals aus der Erste Bank Eishockey Liga als Torwarttrainer an.

## Erfolge und Auszeichnungen
- 2007 Honkens trofé
- 2009 NHL YoungStars Game (verletzungsbedingte Absage)
- 2011 KHL-Torwart des Monats März
- 2011 Gagarin-Pokal-Gewinn mit Salawat Julajew Ufa
- 2011 KHL All-Star-Team
- 2011 Silbermedaille bei der Weltmeisterschaft

## Karrierestatistik

### International
Vertrat Schweden bei:
- Weltmeisterschaft 2007
- Weltmeisterschaft 2011

(Legende zur Torhüterstatistik: GP oder Sp = Spiele insgesamt; W oder S = Siege; L oder N = Niederlagen; T oder U oder OT = Unentschieden oder Overtime- bzw. Shootout-Niederlage; Min. = Minuten; SOG oder SaT = Schüsse aufs Tor; GA oder GT = Gegentore; SO = Shutouts; GAA oder GTS = Gegentorschnitt; Sv% oder SVS% = Fangquote; EN = Empty Net Goal; 1 Play-downs/Relegation; Kursiv: Statistik nicht vollständig)